# Ashton Gate Stadium
Ashton Gate Stadium è un impianto sportivo polivalente di Bristol, nel Regno Unito.
Inaugurato nel 1887 come terreno interno del Bedminster F.C., poi confluito nel Bristol City, fu largamente utilizzato come stadio di calcio, ma dal 2014 è anche la sede delle partite del Bristol, compagine rugbistica professionistica facente parte di Bristol Sport, società proprietaria dell'impianto cui fa capo anche il club calcistico.
Capace di circa 27000 posti, in passato aveva una capienza di oltre 40000, benché non tutti a sedere.
Nel 1999 fu una delle sedi che ospitò incontri della Coppa del Mondo di rugby.

## Storia
Lo stadio nacque nel 1887 e fu la casa del Bedminster Football Club, società calcistica che nel 1900 si fuse con il Bristol City: per 4 anni il nuovo club giocò in un altro stadio cittadino, il St John's Lane, per poi tornare in pianta stabile ad Ashton Gate nel 1904: il primo incontro ufficiale del club in tale stadio fu una sconfitta 3-4 contro Bolton davanti a circa 14000 spettatori.
Una ristrutturazione intercorsa nel 1928 aumentò la capienza dell'impianto e, durante il quinto turno della FA Cup 1934-35 che vide il Bristol City opposto al Preston N.E., una cifra record di 43335 spettatori assisté al pareggio 0-0 delle due squadre.
Per tutto il ventesimo secolo lo stadio fu utilizzato quasi sempre per il calcio, a parte qualche rarissima puntata del rugby da parte della squadra cittadina; più recentemente, dal 2006 saltuariamente e, dal 2014, in pianta stabile, lo stadio ospita entrambe le formazioni sportive cittadine, che fanno capo al consorzio Bristol Sport, proprietario anche dello stadio.
In precedenza aveva ospitato un solo incontro internazionale, nel corso dell'Home Nations Championship 1908, tra Inghilterra e Galles con vittoria di quest'ultimo per 28-18.
In ambito calcistico invece ospita saltuariamente incontri dell'Inghilterra Under-23.
Il terreno di gioco di Ashton Gate impiega la soluzione di erba ibrida GrassMaster, della compagnia francese Tarkett (già Desso).
In occasione della Champions Cup 2019-20, i cui tempi si dilatarono per via della pandemia di COVID-19 che sospese tutti gli eventi sportivi in Europa, Ashton Gate si vide assegnata la finale del torneo originariamente affidata al Vélodrome di Marsiglia; di scena furono gli inglesi dell'Exeter, che sconfissero i francesi del Racing 92 per la vittoria del loro primo titolo di campione europeo.

## Incontri internazionali di rilievo

### Rugby a 15
| Arbitro: | JT Tulloch |

|                               |      |                                  |
| Birkett (2) Lapage Williamson | mt   | R. Gabe (2) P. Bush R.Gibbs Trew |
| Wood (2) Roberts              | tr   | B. Winfield (2) P. Bush          |
|                               | c.p. | B. Winfield                      |
|                               | drop | P. Bush                          |

| Arbitro: | Derek Bevan |

|                                                    |      |                         |
| Lomu 6’, 59’ Kronfeld 62’ Maxwell 66’ Kelleher 70’ | mt   |                         |
| Mehrtens 6’, 59’, 62’, 70’                         | tr   |                         |
| Mehrtens 15’, 36’, 40’, 43’                        | c.p. | 21’, 28’, 39’ Taumalolo |